# Aprosopus gilmouri
Aprosopus gilmouri là một loài bọ cánh cứng trong họ Cerambycidae.